# Paula Hernández
Paula Hernández (Buenos Aires, 16 d'octubre de 1969) és una actriu, guionista i directora de cinema argentina.
Va estudiar a la Universitat de Cinema de Buenos Aires. Debutà com a directora el 1992 de curtmetratges i el 1997 com a ajudant de direcció a La vida según Muriel. Amb la seva pel·lícula Herencia va participar al 23è Festival Internacional de Cinema de Moscou. El 2020 va dirigir Las siamesas fou premiada al Festival Internacional de Cinema de Mar del Plata i nominada al Goya a la millor pel·lícula estrangera de parla hispana.

## Filmografia

### Directora
- El viento que arrasa (2024)
- Las siamesas (2020)
- Los sonámbulos (2019)
- Un amor (2011)
- Malasangre (2010)
- Lluvia (2008)
- Familia Lugones (2007)
- Eva (2003) (curtmetratge)
- Herencia (2002)
- Kilómetro 22 (1995) (curtmetratge)
- Rojo (1992) (curtmetratge)

### Guionista
- El viento que arrasa (2024)
- Las siamesas (2020)
- Los sonámbulos (2019)
- Un amor (2011)
- Malasangre (2010)
- Lluvia (2008)
- Familia Lugones (2007)
- Herencia (2001)
- Eva (2003) (curtmetratge de televisió)

### Assistent de direcció
- La vida según Muriel (1997)

## Televisió
- Vientos de agua (episodi VII, 2006)
- Mujeres en rojo: Eva (2003)